# Raión de Yahotyn
Yahotyn (en ucraniano: Яготинський район) es un raión o distrito de Ucrania en el óblast de Kiev. 
Comprende una superficie de 793 km².
La capital es la ciudad de Yahotyn.

## Demografía
Según estimación 2010 contaba con una población total de 36256 habitantes.

## Otros datos
El código KOATUU es 3225500000. El código postal 07700 y el prefijo telefónico +380 4475.